# Marca de servei

Un logo fictici que fa servir el símbol de marca de servei

Una marca de servei (en anglès: service mark o servicemark) és una marca registrada (trademark) que es fa servir en alguns països, especialment als Estats Units d'Amèrica per identificar serveis més que no pas productes. Quan una marca de servei està registrada a nivell federal, el símbol estàndard de registre és (registered trademark symbol) és reg o "Reg U.S. Pat & TM Off". Abans del registre és una pràctica comuna usar el símbol ℠ (una SM).
Una marca de servei difereix d'una marca registrada en el fet que aquesta marca es fa servir per anunciar el servei més que l'empaquetatge o lliurament del servei, perquè generalment un servei no s'empaqueta. Es pot usar un so com per exemple fan ofeien la Metro–Goldwyn–Mayer, amb la imatge d'un lleó bramant o la RKO, que feia servir en l'inici les seves pel·lícules el so del codi Morse. En unicode el símbol de la marca de servei és U+2120; mostra un ℠. En HTML el codi és &#8480;.